# Балтиец (вагон метро)
81-725/726/727 «Балтиец» (первоначально — 81-725/726/727 «Smart» (от англ. smart — умный)) — модель электровагонов метрополитена, разработанная и выпускаемая с 2022 года «Трансмашхолдингом» (проектировка — «ТМХ Инжиниринг») для Петербургского метрополитена, планирующаяся для Нижегородского и с конца мая 2025 года производящейся для Новосибирского (поезд «Ермак»). Дизайн маски — лобовой части поезда разрабатывала студия 2050.ЛАБ, также занимавшаяся дизайном поезда «Москва-2024».
Производство поездов для Петербургского метрополитена было организовано на мощностях АО «Метровагонмаш» в Мытищах и, начиная с 25-го состава, изготовлением кузова в Мытищах с последующей досборкой вагонов (установкой дверей и электрооборудования) на АО «Октябрьский электровагоноремонтный завод» в Санкт-Петербурге.
Вагоны модели 81-725 — моторные головные, 81-726 — моторные промежуточные, 81-727 — прицепные (безмоторные) промежуточные. Количество вагонов в составе поезда будет варьироваться от 8 до 5 в зависимости от города эксплуатации.
У одного из составов снаружи присутствует тематическое оформление, приуроченное ко Дню города. Ранее оно было в салонах поездов «Юбилейный».
После первой поставки в электродепо ТЧ-7 «Южное» для эксплуатации на Фрунзенско-Приморской линии, будучи поездом с асинхронным тяговым электродвигателем, поступит в эксплуатацию на линию, основным средством сигнализации (безопасности движения) на которой является АЛС-АРС без автостопов и защитных участков с нормально погашенными светофорами автоматического действия. До этого все аналогичные модели — «НеВа» и «Юбилейный» — эксплуатируются на линиях с автоблокировкой, дополненной АЛС-АРС с автостопами и защитными участками — Невско-Василеостровской и Кировско-Выборгской.

## История выпуска

### Предыстория
К концу 2010-х годов подвижной состав Петербургского метрополитена стал нуждаться в обновлении: списания требовали все вагоны типа Ем (головные и промежуточные, а также существовавшие до 2022 года хвостовые), которым на тот момент исполнилось почти 50 лет (что недопустимо требованиями безопасности перевозок), и многие вагоны 81-717/714 — 40 лет при среднем сроке службы 29,6 года; износ парка подвижного состава ГУП «Петербургский метрополитен» на 2015 год составлял 73,38 %. На 2022 год износ составлял: 100 % у вагонов серии Ем; 72 % у вагонов серии 81-717/714.
В феврале — июле 2012 года в Петербургском метрополитене проходил испытания поезд «Ладога» (81-780/781), от закупки которого Петербургский метрополитен отказался в пользу поезда проекта «НеВа». Поезд «Ладога» вернулся на завод-изготовитель (АО «Метровагонмаш»), где был переоборудован в «Оку» (81-760/761) и эксплуатируется в Московском метрополитене.
В 2013—2019 годах на Невско-Василеостровскую линию, которую обслуживает электродепо ТЧ-5 «Невское», поставлялись поезда проекта «НеВа» (81-556/557/558 с модификациями).
С 2015 по 2021 годы в Петербургский метрополитен поставлялись вагоны модели «Юбилейный» (81-722/723/724), кузов которых конструктивно повторял кузова вагонов 81-720/721 «Яуза».

### Проектирование

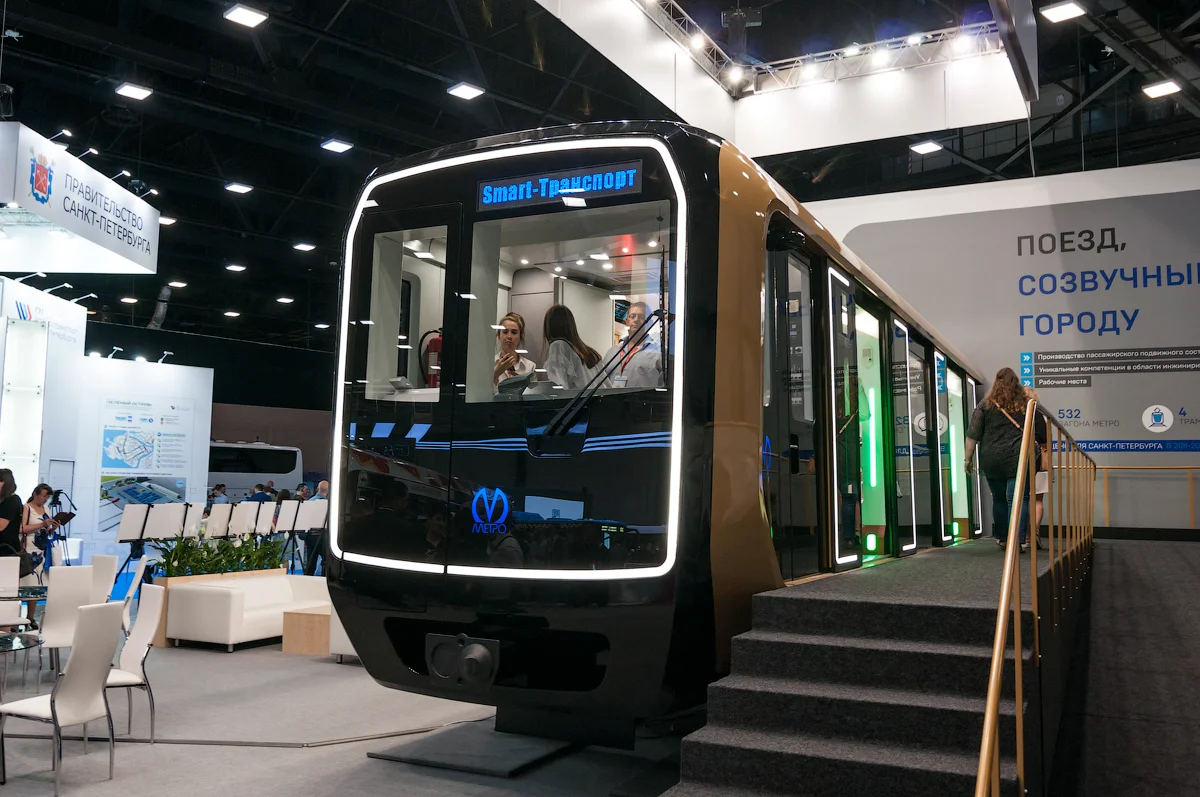
Макет передней части головного вагона (первоначальный дизайн на выставке SmartTRANSPORT)

Летом 2018 года стало известно, что в Санкт-Петербурге ведутся работы над проектом инновационного вагона под условным названием «Вагон-2020». В числе отличительных особенностей анонсировались интеллектуальная система безопасности, система кондиционирования воздуха в салоне, возможность самодиагностики состава в режиме онлайн, современная система помощи машинисту.
Концепт вагона, разрабатываемого с 2018 года «Трансмашхолдингом» и специалистами испанского бюро Integral Design and Development, был продемонстрирован публике в 2019 году на IV международном инновационном форуме пассажирского транспорта «SmartTRANSPORT». Вагон, впоследствии получивший название «Smart», планировалось оснастить широкими дверьми, интерактивными информационными экранами, USB-разъёмами и «умными» окнами. Освещение должно было меняться в зависимости от времени суток.
Весной 2021 года стало известно, что Петербургский метрополитен ведёт переговоры о закупке 950 таких вагонов для обновления парка подвижного состава. Потенциальным поставщиком новых вагонов стал «Трансмашхолдинг» (ТМХ).
В соответствии с техническим заданием, вагоны должны были быть оснащены асинхронными тяговыми двигателями японской компании «Hitachi». Для их производства ТМХ и «Hitachi» первоначально договорились о создании совместного предприятия на базе «Метровагонмаша», но спровоцированный вторжением России на Украину уход из России «Hitachi» изменил эти планы.
Вагоны были разработаны специалистами ТМХ в соответствии с техническим заданием Петербургского метрополитена с учётом опыта, полученного в ходе эксплуатации ранее поставлявшегося подвижного состава. Разработкой внешнего облика поезда занимался Национальный центр дизайна и инноваций 2050.ЛАБ.

### 81-725.1/726.1/727.1
В марте 2022 года началась сборка первого состава из новых вагонов.
В июле 2022 года появилась информация, что модель получит заводское обозначение 81-725.1/726.1/727.1 вместо 81-725/726/727, которое было ранее (цифровой индекс модели получил дополнительную приписку «.1»).
26 августа Петербургский метрополитен заключил контракт на поставку 950 вагонов с АО «Трансхолдлизинг». Финансирование проекта осуществляется в форме лизинга (источник средств — Фонд национального благосостояния), контракт на поставку этих вагонов стал одним из крупнейших в мире и самым крупным в Петербургском метрополитене.
В сентябре 2022 года серия поездов из «Smart» была переименована в «Балтиец» в честь Балтийского флота.
В сентябре и октябре 2022 года в метрополитен были поставлены первые два восьмивагонных состава. По состоянию на 24 января 2023 года в Санкт-Петербург поставлено четыре состава вместо запланированных восьми. Поставка остальных четырёх составов ожидалась в 2023 году, в дополнение к прописанным в контракте на текущий год десяти составам. Вего в 2022—2023 годах в эксплуатацию поступило 144 электровагона.
В начале 2025 года, по словам вице-губернатора Санкт-Петербурга Кирилла Полякова, планируется завершить обновление подвижного состава на Кировско-Выборгской линии (на 21 апреля 2025 года на эту линию осталось получить шесть составов). После этого начнутся поставки на Московско-Петроградскую линию, сначала 42 вагонов, а затем до 120 вагонов ежегодно. Всего к 2030 году планируется приобрести для этой линии 456 вагонов. В 2030—2031 годах планируется закупить 176 вагонов для Фрунзенско-Приморской линии с закупкой первого состава в 2025 году, после которой, будучи поездом с асинхронным тяговым приводом, поступит в эксплуатацию на линию, основным средством сигнализации (безопасности движения) на которой является АЛС-АРС без автостопов и защитных участков с нормально погашенными светофорами автоматического действия. До этого все аналогичные модели — «НеВа» и «Юбилейный» — эксплуатируются на линиях с автоблокировкой, дополненной АЛС-АРС с автостопами и защитными участками — Невско-Василеостровской и Кировско-Выборгской.
По мере приобретения новых 950 вагонов, на Фрунзенско-Приморскую линию планируется вернуть 8-вагонную составность поездов, которую переводили на 7-вагонную с 1 августа по 1 сентября 2022 года.
Данные поезда также будут эксплуатироваться и на Красносельско-Калининской линии в количестве пяти составов, станции линии будут рассчитаны на 8-вагонную составность поездов. Сроки открытия Красносельско-Калининской линии по состоянию на август 2024 года назначены на 2025 год. 19 мая стало известно об идущей сборке поезда на заводе «Метровагонмаш» в Мытищах.

### 81-725.2/726.2/727.2
18 мая 2024 года на фестивале SPbTransportFest-2024 был показан рендер поезда «Балтиец .2» — модификации оригинальной модели 81-725.1/726.1/727.1 для Московско-Петроградской линии, который первоначально, согласно контракту, должен был поступить на неё в 2026 году, однако впоследствии вице-губернатор Кирилл Поляков объявил, что поставка начнётся в 2025 году для замены составов из вагонов 81-717/714 и их модификаций с устаревшей реостатно-контакторной системой управления.
10 сентября 2024 года «Трансмашхолдинг» представил эскиз новой модификации вагонов для Московско-Петроградской и Фрунзенско-Приморской линий. Новые вагоны отличаются окраской специально под цвет линии, а также деталями интерьера: так, в частности, изменилось расположение USB-розеток, форма и расположение поручней, для обивки сидений поездов Московско-Петроградской линии разработан новый паттерн с изображением фрагмента Петропавловской крепости на берегу Невы. В поездах предусмотрена установка новой автоматической системы пожаротушения, безмасляного мотор-компрессора, а также использование тормозного оборудования с расширенными возможностями с области диагностики обслуживания.
В конце марта 2025 года стало известно об идущем производстве модификации поезда «Балтиец» на «Метровагонмаше» в Мытищах для Фрунзенско-Приморской линии с заводским обозначением 81-725.2/726.2/727.2, прибывшего на Октябрьский электровагоноремонтный завод для досборки 20 апреля 2025 года.
Поставка «Балтийцев» станет первым опытом Петербургского метрополитена в эксплуатации электропоезда с прислонно-сдвижными дверьми (перед открытием выдвигающимися за кузов вагона) либо на станциях закрытого типа Московско-Петроградской линии, либо на станциях с платформенными раздвижными дверьми Красносельско-Калининской линии, сроки открытия которой в июле 2024 год были перенесены на неопределённый срок. Затем в предвыборной кампании Александра Беглова была обозначена конкретика даты открытия — до конца 2025 года. При проектировании поезда «НеВа», аналогично «Балтийцу» оборудованного асинхронным тяговым приводом, было сочтено, что прислонно-сдвижные двери не войдут в габарит станций закрытого типа. По этой причине поезд «НеВа» был оснащён «карманными» дверями вместо изначально планировавшихся прислонно-сдвижных. Прислонно-сдвижные двери — техническое решение у вагона Škoda 6MT, конструктивно повторяемый поездом «НеВа».
20 апреля 2025 года кузов нового состава в фиолетовой окраске был доставлен с площадки завода «Метровагонмаш» в Мытищах на Октябрьский электровагоноремонтный завод (в феврале 2025 года завод перешёл в собственность компании «Мотус груп»), где будет проходить досборка состава. Сотрудники завода проведут электромонтажные работы, установят двери, наладят системы энергообеспечения и проведут испытания поезда. Таким образом, по заверению Смольного, сборка составов локализована в Санкт-Петербурге (основное производство работ, помимо изготовления кузова). На заводе поезд получил название «Балтиец-2» (модель 81-726.2, являющаяся заводским индексом промежуточного безмоторного вагона).
10 июня 2025 года досборка состава на ОЭВРЗ была завершена. Состав планируется отправить в электродепо «Автово» для финальной проверки работоспособности всех систем и оборудования в условиях реальной эксплуатации. На линию состав планируется выпустить до конца 2025 года. В ночь с 11 на 12 июня 2025 года была осуществлена перегонка состава из электродепо ТЧ-1 «Автово» в ТЧ-7 «Южное» в составе сплотки из 22 вагонов — при помощи двух 7-вагонных составов 81-540.2/541.2 №№ 10350—10351 и №№ 10352—10353.

### Иногородние поставки

Рендер поезда «Ермак» (состава из вагонов 81-725.3/726.3/727.3) для Новосибирского метрополитена

Хотя электропоезд «Балтиец» первоначально планировался для эксплуатации только в Петербургском метрополитене, 25 июля 2024 года нижегородское издание «НН.ру» опубликовало новость о планах поставок «Балтийцев» в Нижегородский метрополитен под продление Автозаводской линии до станции «Площадь Свободы» и «Сенная» и Сормовско-Мещерской линии до станции «Сормовская». Вскоре «Трансмашхолдинг» также объявил об их производстве для Новосибирского метрополитена на Ленинскую и Дзержинскую линии. Впоследствии «версии» «Балтийца» для Новосибирского метрополитена было присвоено название «Ермак». Составность, в соответствии с условиями эксплуатации в обоих городах, будет сокращена до пяти вагонов по сравнению с составностью в Петербургском метрополитене — от 6 до 8 вагонов.

### Общее количество выпущенных вагонов
Данные по выпуску вагонов 81-725/726/727 «Балтиец» модификаций .1 и .2 по годам приведены в таблице:
| Год выпуска          | Модификация          | Вагонов на состав | Количество составов | Количество вагонов | Количество вагонов | Количество вагонов | Номера вагонов | Номера вагонов | Номера вагонов |
| Год выпуска          | Модификация          | Вагонов на состав | Количество составов | 81-725 (Мг)        | 81-726 (Мп)        | 81-727 (Пп)        | 81-725 (Мг)    | 81-726 (Мп)    | 81-727 (Пп)    |
| 2022                 | 81-725.1/726.1/727.1 | 8                 |                     |                    |                    |                    |                |                |                |
| 2022                 | 81-725.1/726.1/727.1 | 8                 | 4                   | 8                  | 16                 | 8                  | 25001—25008    | 26001—26016    | 27001—27008    |
| 2023                 | 81-725.1/726.1/727.1 | 8                 | 16                  | 32                 | 64                 | 32                 | 25009—25040    | 26017—26080    | 27009—27040    |
| 2024                 | 81-725.1/726.1/727.1 | 8                 | 9                   | 18                 | 36                 | 18                 | 25041—25058    | 26081—26116    | 27041—27058    |
| 2025                 | 81-725.1/726.1/727.1 | 8                 | 8                   | 16                 | 32                 | 16                 | 25059—25074    | 26117—26148    | 27059—27074    |
| 2025                 | 81-725.1/726.1/727.1 | 8                 | 3                   | 6                  | 12                 | 6                  | 25077—25082    | 26153—26164    | 27077—27082    |
| 2025                 | 81-725.2/726.2/727.2 | 8                 |                     |                    |                    |                    |                |                |                |
| 2025                 | 81-725.2/726.2/727.2 | 8                 | 1                   | 2                  | 4                  | 2                  | 25075—25076    | 26149—26152    | 27075—27076    |
| 2025                 | 81-725.2/726.2/727.2 | 6                 |                     |                    |                    |                    |                |                |                |
| 2025                 | 81-725.2/726.2/727.2 | 1                 | 2                   | 2                  | 2                  | 25087—25088        | 26173—26174    | 27087—27088    |                |
| Всего                |                      |                   |                     |                    |                    |                    |                |                |                |
| 81-725.1/725.1/727.1 | 8                    |                   |                     |                    |                    |                    |                |                |                |
| 81-725.1/725.1/727.1 | 8                    | 37                | 74                  | 148                | 74                 | 25001—25074        | 26001—26148    | 27001—27074    |                |
| 81-725.1/725.1/727.1 | 8                    | 3                 | 6                   | 12                 | 6                  | 25077—25082        | 26153—26164    | 27077—27082    |                |
| 81-725.2/726.2/727.2 | 8                    |                   |                     |                    |                    |                    |                |                |                |
| 81-725.2/726.2/727.2 | 8                    | 1                 | 2                   | 4                  | 2                  | 25075—25076        | 26149—26152    | 27075—27076    |                |
| 81-725.2/726.2/727.2 | 6                    |                   |                     |                    |                    |                    |                |                |                |
| 81-725.2/726.2/727.2 | 1                    | 2                 | 2                   | 2                  | 25087—25088        | 26173—26174        | 27087—27088    |                |                |

## Общие сведения

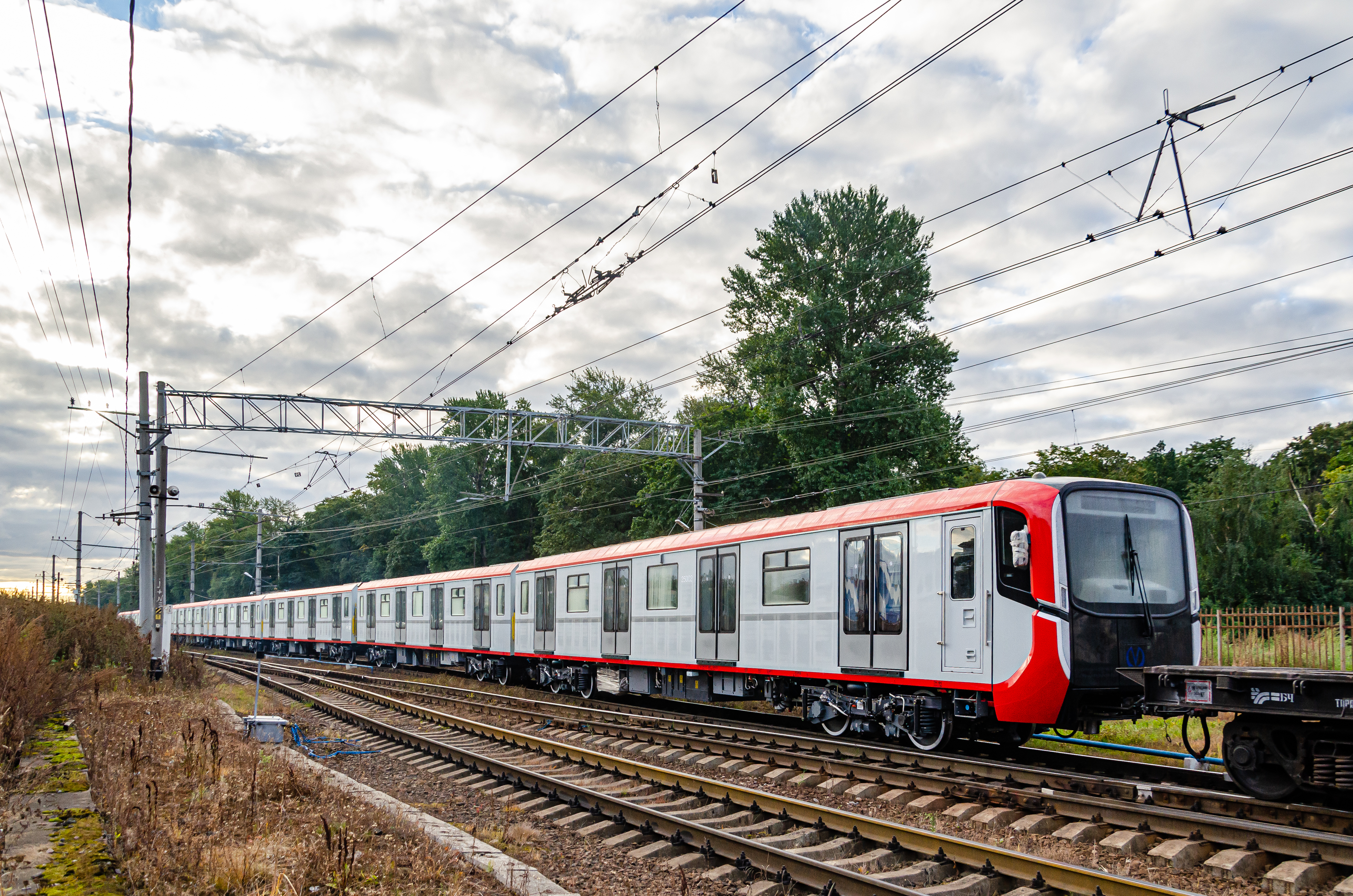
Перегонка первого состава 81-725.1/726.1/727.1 «Балтиец» с завода «Метровагонмаш»

### Назначение
Вагоны модели «Балтиец» предназначены для эксплуатации на линиях метрополитена с шириной колеи 1520 мм, электрифицированных боковым контактным рельсом напряжением 750 В постоянного тока. Поезда могут эксплуатироваться как на подземных, так и на наземных участках линий (последних в Петербургском метрополитене в пассажирской эксплуатации нет) с максимально допустимой АЛС-АРС скоростью движения 80 км/ч.

### Составность
Электропоезда формируются из двух головных моторных вагонов с кабинами управления модели 81-725.1, нескольких промежуточных моторных 81-726.1 и промежуточных безмоторных 81-727.1. Минимальное число вагонов в составе поезда — два (только головные вагоны), максимальное — восемь (два головных моторных, четыре промежуточных моторных и два промежуточных безмоторных).

### Нумерация и маркировка

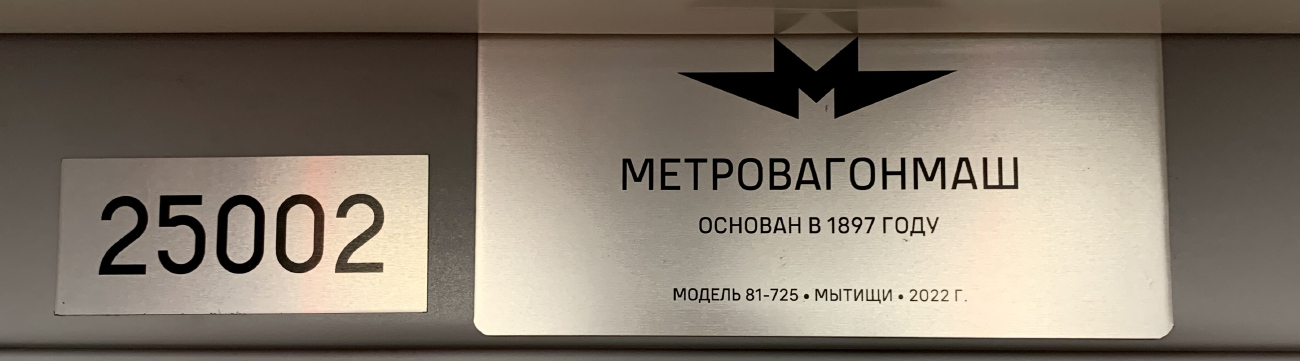
Заводская табличка вагона 81-725.1 (25002)

Система нумерации вагонов «Балтиец» в целом аналогична применяемой для всех вагонов метро российского производства. Номера наносятся по бокам корпуса всех вагонов. Заводской (цифровой) индекс модели на вагонах не обозначается, его можно увидеть только на табличках завода-изготовителя в салонах вагонов.
Вагоны 81-725.1/726.1/727.1 для Петербургского метрополитена получили нумерацию пятизначного написания: 25xxx для головных моторных вагонов (начиная с 25001), 26xxx для промежуточных моторных (начиная с 26001) и 27ххх для промежуточных безмоторных (начиная с 27001).

### Заводское обозначение
Модель стала первой и единственной в Петербургском метрополитене, в цифровом индексе которой в первой же модели присутствует обозначение модификации («.1»): у всех остальных существующих или когда-либо существовавших типов и моделей, обозначения оригиналов лишены приписок модификаций.

## Конструкция

### Кузов
Кузов вагонов с плоским бортом изготовлен из нержавеющей стали, что обеспечивает высокую ремонтопригодность и защиту от коррозии. Обтекаемая форма кузова без углублений и выступов способствует повышению аэродинамики поезда за счёт уменьшения сопротивления воздуха. Вагоны оборудованы прислонно-сдвижными дверями шириной 1400 мм, что позволяет ускорять посадку-высадку пассажиров. Вагоны оснащены камерами заднего вида, которые встроены в зеркала заднего вида у лобовой части головного вагона, на маске расположен логотип Петербургского метрополитена с подсветкой.
Каждый вагон имеет по четыре пассажирских дверных проёма с автоматическими двустворчатыми дверями по каждому борту. Впервые в истории Ленинградского / Петербургского метрополитена двери вагонов стали прислонно-сдвижного типа (двери выдвигаются наружу вагона, затем сдвигаются вдоль его кузова (согласно техническому заданию, они также должны работать на станциях закрытого типа)), над которыми впервые установлены информационные табло. Ранее в петербургском метро их имел только один головной вагон модели 81-722.3 № 22111, на сегодняшний день данного технического оснащения лишён.
Вагоны моделей 81-725.1/726.1/727.1 окрашены в красный и серый цвета: красный связан с традиционным обозначением Кировско-Выборгской линии, на которой эксплуатируется модель, серый же ассоциируется с цветом морской волны и небом, характерным для города. Также вдоль кузова нанесена серая полоса — по аналогии с дизайном вагонов типа Ем. Окраска поезда будет меняться в зависимости от цвета линии эксплуатации — на такую схему дизайна вагонов Петербургский метрополитен по инициативе «Трансмашхолдинга» перешёл с 2016 года, после поступления составов модели 81-722.1/723.1/724.1 «Юбилейный».

### Отличительные особенности
Кузова вагонов 81-725.1/726.1/727.1 «Балтиец» конструктивно повторяют кузова вагонов 81-765/766/767 «Москва» («Балтиец» также имеет общие черты с поездами 81-760/761 «Ока» и 81-765.4/766.4/767.4 «Москва-2019»), помимо этого, их схожую вариацию представляют вагоны 81-775/776/777 «Москва-2020» и их рестайлинг-модификация 81-775.2/776.2/777.2 «Москва-2024», в связи с чем «Балтиец» не является новой моделью подвижного состава, имеют конструктивно схожие плоские борта и элементы дизайна, такие как логотип метрополитена с подсветкой и информационные табло в салонах. Основными отличиями являются новая форма лобовой части головных вагонов (дизайн т. н. «маски»), отсутствие сквозных (межвагонных) проходов и кондиционеров на крыше. Отказ от сквозного прохода обосновывается руководством метрополитена отличным от Москвы подходом к вопросу безопасности перевозок и традиционным наличием дверей, через которые, при необходимости, можно пройти в другой вагон, S-образными кривыми (поворотами) железнодорожного полотна малого радиуса, находящиеся в электродепо (до 60 м по сравнению с 200 в Московском метропололитене), под которые не приспособлены «длинные» поезда, несовместимостью дверей вагонов поезда с дверьми на станциях закрытого типа вследствие смещения габаритов кузова (контрдоводом чему является возможность корректировки технического задания под соответствующее расположение дверей поезда, а также, как отмечает издание «Фонтанка.ру», габариты, не отличающиеся от поездов 81-760/761 «Ока» и 81-775/776/777 «Москва-2020», однако в противовес этому ГУП «Петербургский метрополитен» приводит довод, что требования установлены проектировщиками, без непосредственного участия предприятия), отсутствием защищённости салона от пожара, ударной волны и токсичных веществ и неравномерным распределением пассажиров по салону вагонов. Контрдоводом этому является возможность благодаря межвагонному проходу найти свободное место в случае, когда пассажиры скапливаются у дверей и не проходят вглубь состава. Несмотря на то, что сквозной проход также предлагался метростроительной отраслью в качестве решения проблемы эвакуации пассажиров со станций закрытого типа (которой, впрочем, никогда не производилось за всё время их существования), по мнению Кирилла Полякова, отказ от сквозного прохода является технологичным решением. Отказ от кондиционеров обосновывается увеличением массы вагонов и повышенными финансовыми затратами для внедрения системы отведения нагретого воздуха из тоннелей, высоким уровнем кислорода в городе и наличием общей системы вентиляции, благодаря которой отпадает необходимость использования кондиционеров. Несмотря на отказ от них, по словам начальника Петербургского метрополитена Евгения Козина, необходим комплекс тоннельной вентиляции, дополняющей вентиляцию и кондиционирование в вагоне. Также вскоре выяснилось, что и сквозной проход, и кондиционеры рекомендованы техническим заданием.
Изданием «Фонтанка.ру» отдельно подчёркивается, что изменения модификаций для Московско-Петроградской и Фрунзенско-Приморской линий — 81-725.2/726.2/727.2 никак не коснутся конструктивных добавлений в виде сквозного прохода, имеющегося в поездах Московского метрополитена 81-760А/761А/763А «Ока», 81-765/765/767 «Москва», 81-765.2/766.2/767.2 «Москва», 81-765.3/765.3/767.3 «Москва», 81-765.4/766.4/765.4 «Москва-2019», 81-775/776/777 «Москва-2020» и 81-775.2/776.2/777.2 «Москва-2024».

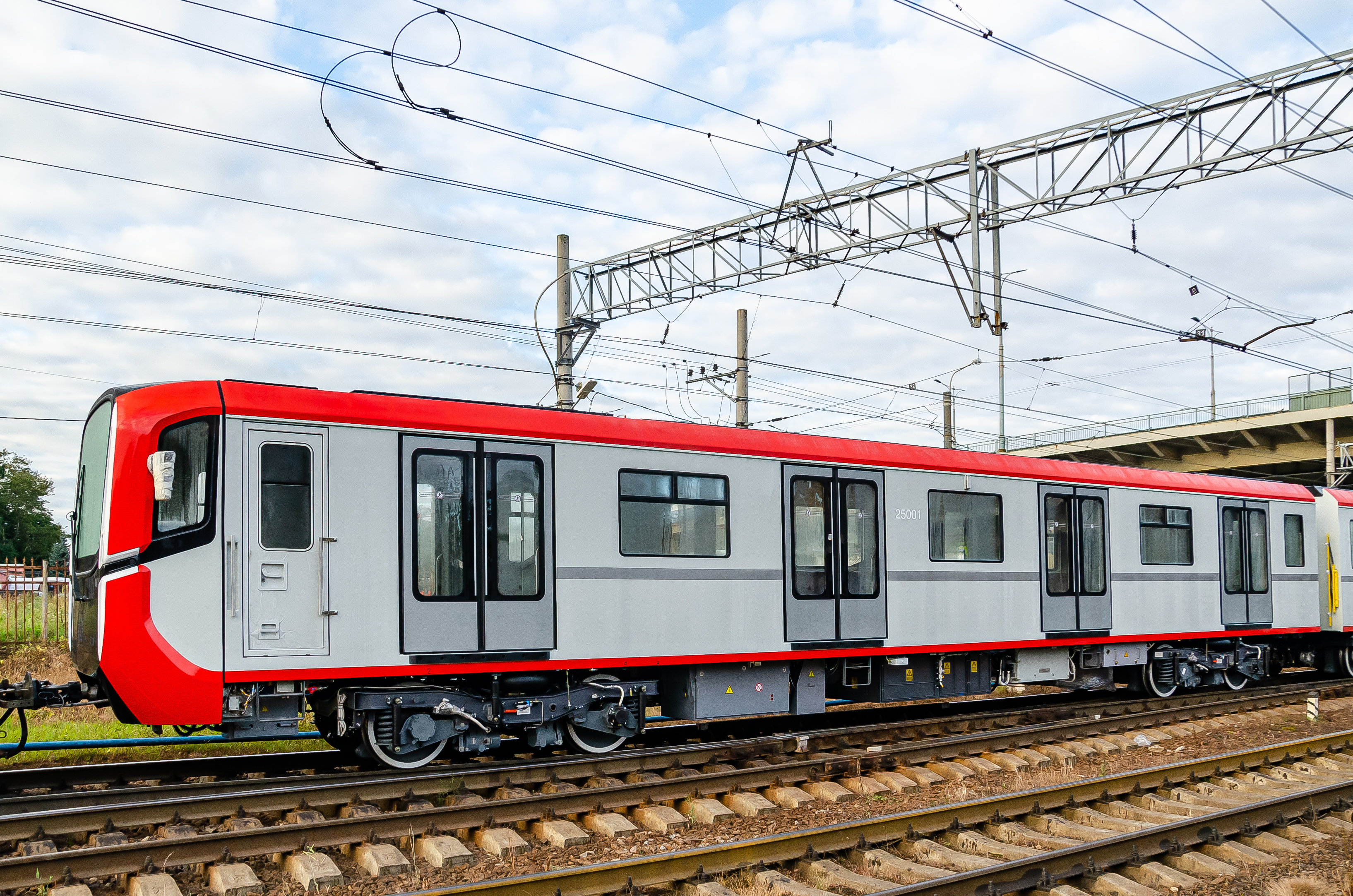
Головной моторный вагон 81-725.1
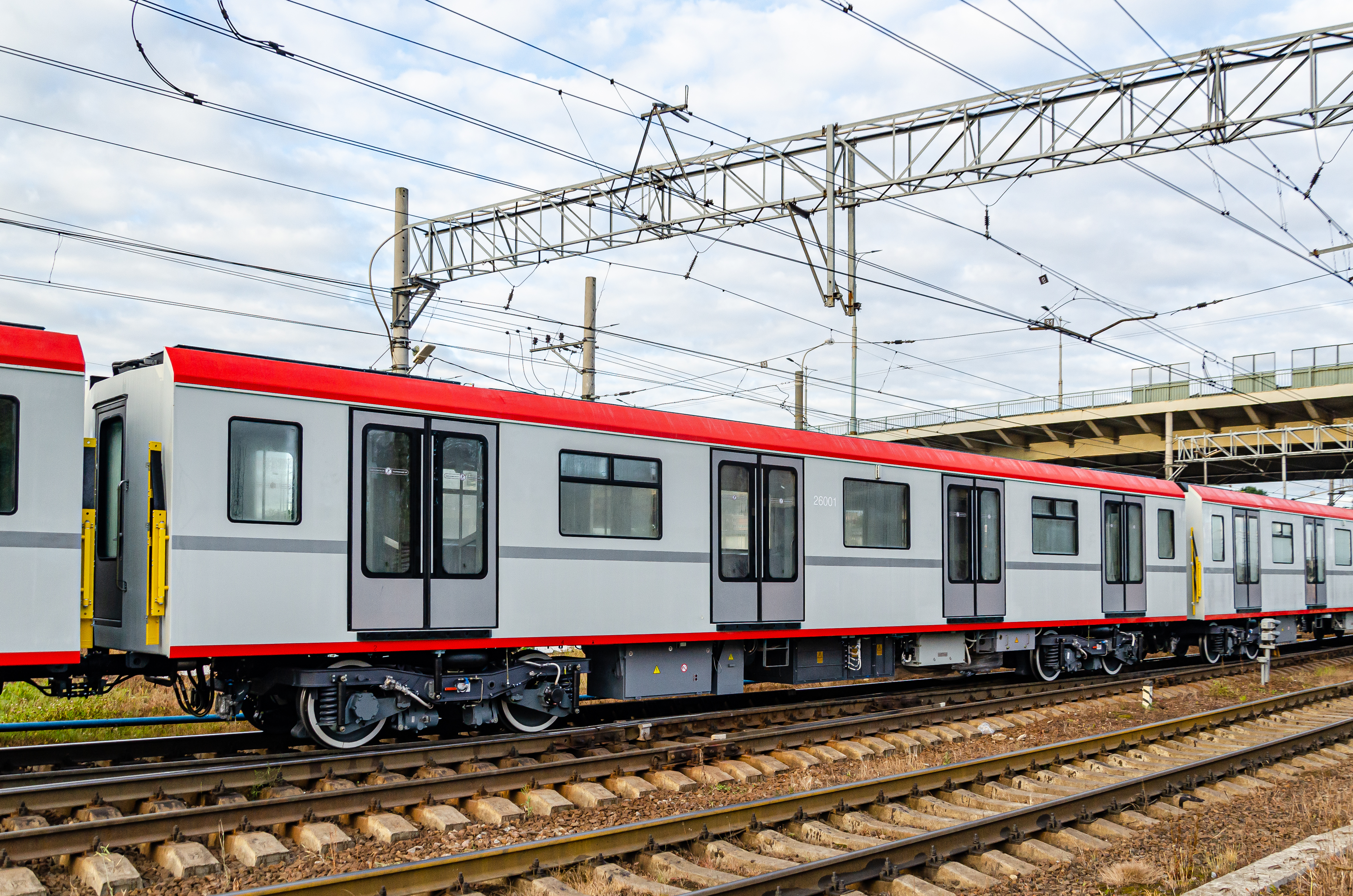
Промежуточный моторный вагон 81-726.1 № 26001
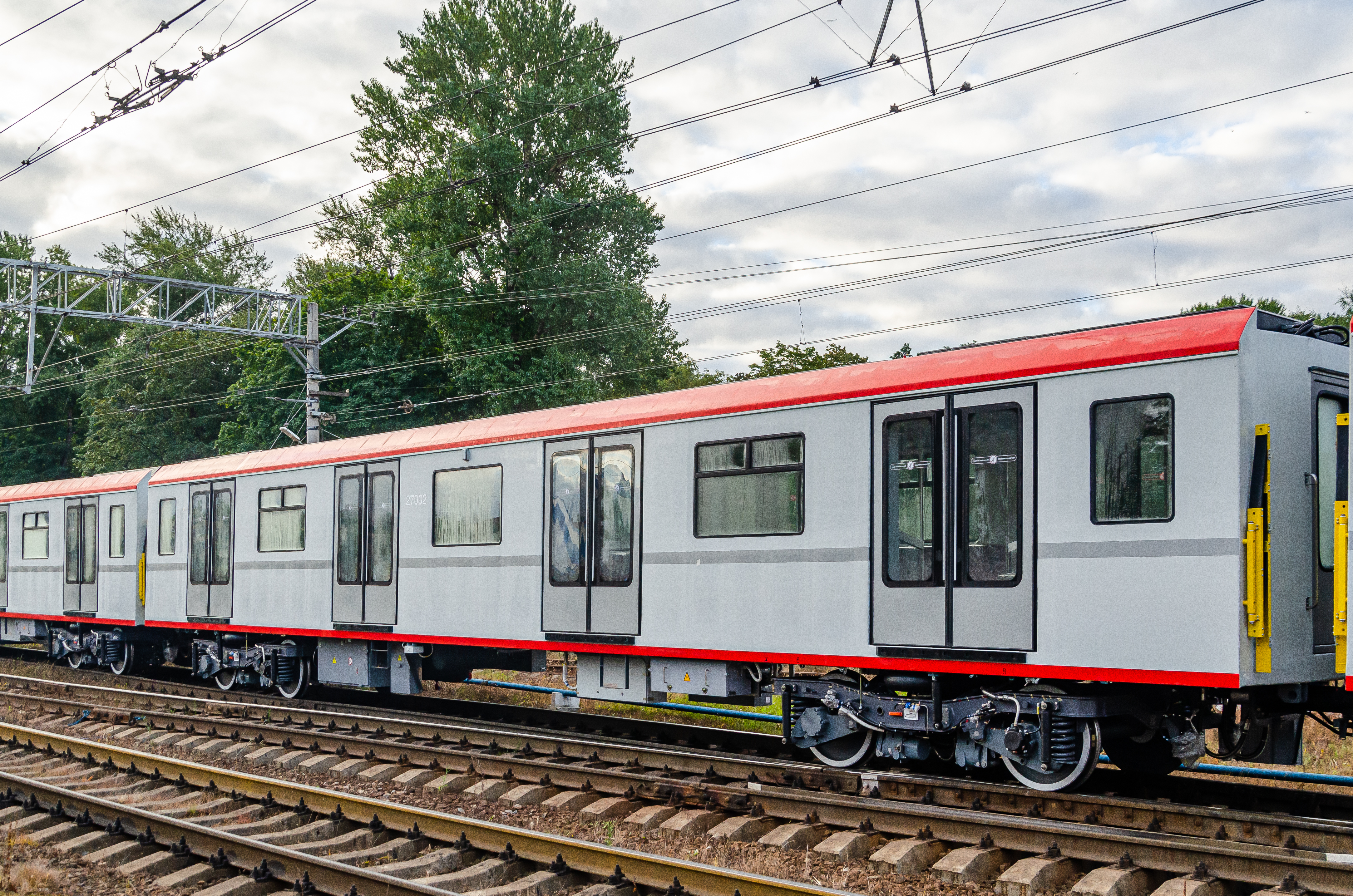
Промежуточный прицепной вагон 81-727.1 № 27002

### Тележки
Вагоны моделей 81-725.1/726.1 оборудованы двухосными моторными тележками, модели 81-727.1 — двухосными немоторными. Тележки имеют двойное рессорное подвешивание: рычажно-пружинное в буксовой ступени и пневматическое — в центральной. Для обеспечения плавности хода использованы вертикальные и горизонтальные гасители колебаний производства Барановичского автоагрегатного завода. В моторных тележках применен электропривод второго класса, с опорно-осевым подвешиванием редуктора и опорно-рамным подвешиванием двигателей.

### Электрооборудование
Пассажирские вагоны оборудованы российским тяговым приводом КАТП с асинхронными тяговыми электродвигателями производства ПАО «НИПТИЭМ» (г. Владимир) . Новая модификация привода была разработана группой компаний «Ключевые системы и компоненты» (ГК КСК) на компонентной базе без использования японских составляющих. Суммарная часовая мощность тяговых двигателей восьмивагонного состава — не менее 4080 кВт. Удельная мощность двигателей восьмивагонного состава при максимальной пассажирской нагрузке составляет 9,0 кВт/т, что обеспечивает конструкционную скорость в 90 км/ч (максимально допустимая по АЛС-АРС на метрополитенах постсоветского пространства — 80). Время разгона состава с максимальной нагрузкой на горизонтальном участке пути до 30/60/80 км/ч составляет 10/20/35 сек.
Вагоны оборудованы преобразователями собственных нужд (ПСН) на основе карбида кремния производства ГК КСК.
Реализованы опции автономного хода (без напряжения на контактном рельсе) на расстояние до 200 м за счёт аккумуляторов KH100P и аккумуляторной батареи 56KH100P, разработанных специально для поезда Саратовским заводом автономных источников тока (ЗАИТ), а также автоматизированного управления поездом (автоведения) разработки ОАО «НИИ точной механики» (являющегося подсистемой поездной аппаратуры обеспечения безопасности и автоматического управления (ПА-АВ), в свою очередь в подсистему которой также встроены АЛС-АРС и автоведение, реализовываемое при наличии соответствующей инфраструктуры уровнем автоматизации GoA3 — автоматическое управление без машиниста, но с присутствием в составе персонала, управляющего дверьми и способного взять на себя управление в случае возникновения внештатных ситуаций. Реализовано также в Лондоне на линии Docklands Light Railway) и прицельной остановки (ПрОст). На составе также установлена система сбора данных на основе регистратора параметров движения поезда (РПДП), регистрирующая более 2000 параметров. В систему управления интегрированы вычислительные мощности для реализации предиктивной аналитики.

### Интерьеры

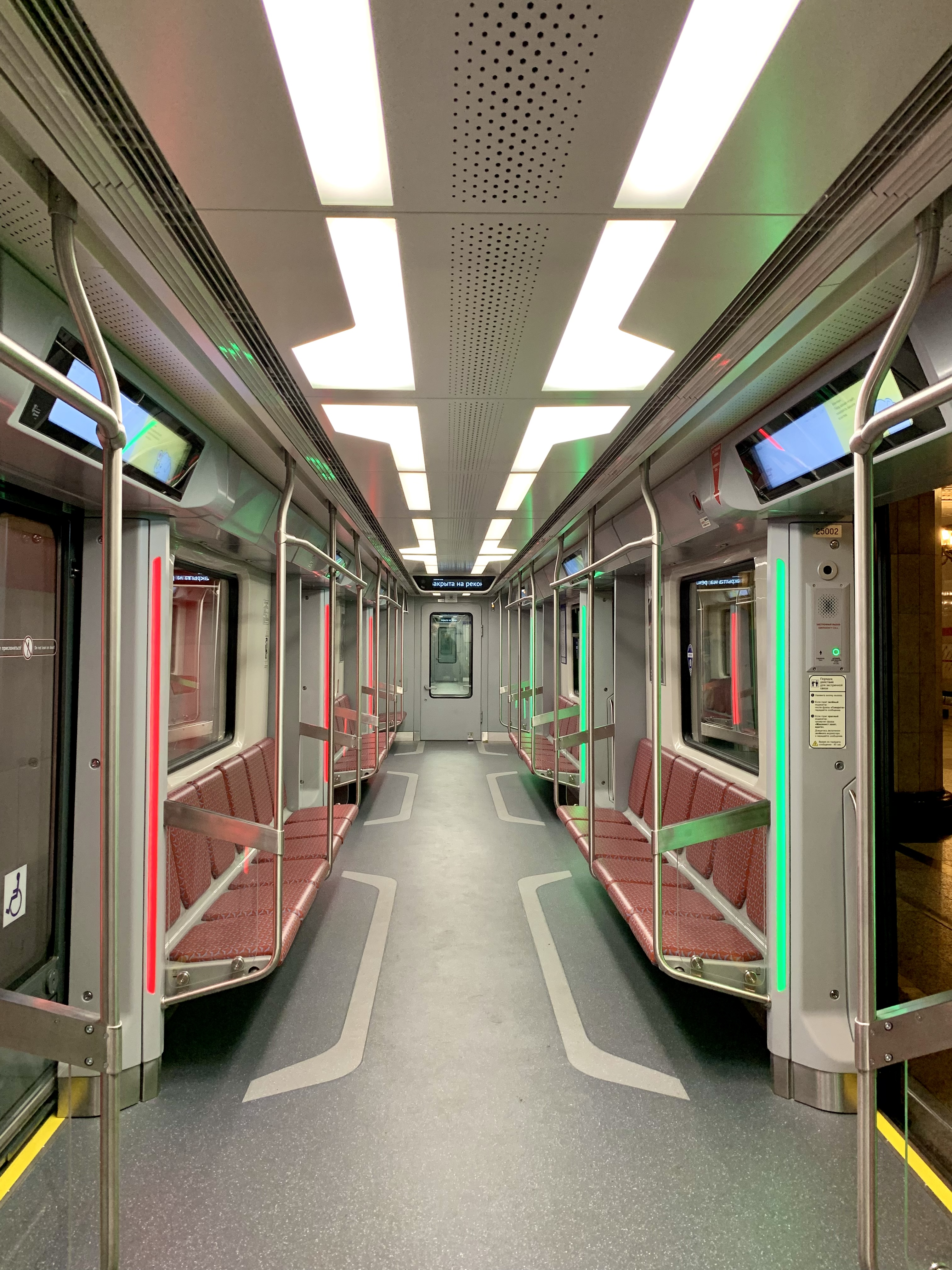
Салон вагона 81-725.1

Пассажирский салон вагонов «Балтиец», как и у вагонов «Москва», оборудован автоматическими двустворчатыми прислонно-сдвижными дверями по четыре с каждой стороны. По бокам от дверей вдоль центрального прохода поперечно установлены пассажирские диваны с раздельными сиденьями и спинками из винила с эксклюзивным паттерном в виде разводных мостов, ориентированные лицом к центральному проходу. В головных вагонах имеется специальное место для размещения и безопасного передвижения маломобильных граждан.
Сидения расположены между дверными проёмами с каждой стороны вагона и в торцевых зонах с одной из сторон. Сидения между дверями состоят из шести раздельных мест каждая, за исключением первого сиденья с правой стороны в головном вагоне: оно состоит из трёх откидных мест ближе ко второй двери, а оставшееся пространство со стороны первой двери занимает накопительная площадка. Она увеличивает вместимость вагона, а также позволяет разместить крупногабаритный багаж, инвалидные и детские коляски. Для удобства пассажиров-инвалидов площадка оборудована прислонной спинкой c небольшим наклоном по отношению к вертикали и ремнями для фиксации инвалидных кресел. В промежуточных вагонах три сиденья из шести у дивана между первой и второй парами дверей со стороны второй также являются откидными. В торцевых зонах с правой стороны сзади во всех вагонах и с левой стороны спереди в промежуточных также установлены сидения из трёх мест, а напротив них вместо сидений установлены объединённые наклонные полусидячие выступы на трёх человек, которые позволяют взрослым пассажирам опереться на них попой и снизить нагрузку на ноги. Всего головной вагон имеет 36 сидячих мест (включая 3 откидных), 3 полусидячих и одну спинку для инвалидов, а промежуточный — 42 сидячих места и 6 полусидячих.
Салоны оснащены диодными лентами над дверьми, информирующие об открытии и закрытии дверей и жидкокристаллическими блоками информационных табло, установленными на потолках. Несмотря на увеличенную площадь остекления салонов, торцы выполнены с «глухими» стенками (конкретно — пространства рядом с торцевой дверью лишены окон, что связано с проложенными кабелями для установки мониторов на торцевых стенках). Блоки экстренной связи «пассажир-машинист» дополнены видеокамерами.
Используется новая система принудительной вентиляции с функцией обеззараживания.
Изначально предполагалось, что салоны вагонов будут оснащены сенсорными интерактивными экранами со схемой метрополитена и USB-разъёмами, установка разъёмов была предусмотрена техническим заданием, которое допускается корректировать с течением времени. Однако на презентации поезда 13 сентября выяснилось, что Комитет по транспорту отказался от их установки. Несмотря на это, губернатор города Александр Беглов на церемонии первого запуска поезда с пассажирами 12 ноября объявил, что они появятся в новых вагонах, если так решат горожане в ходе опроса. В конечном итоге 29 декабря 2022 года на Кировско-Выборгскую линию вышел первый поезд «Балтиец» с установленными в торцах его вагонов USB-разъёмами. Последующие составы также будут оборудованы USB-разъёмами.

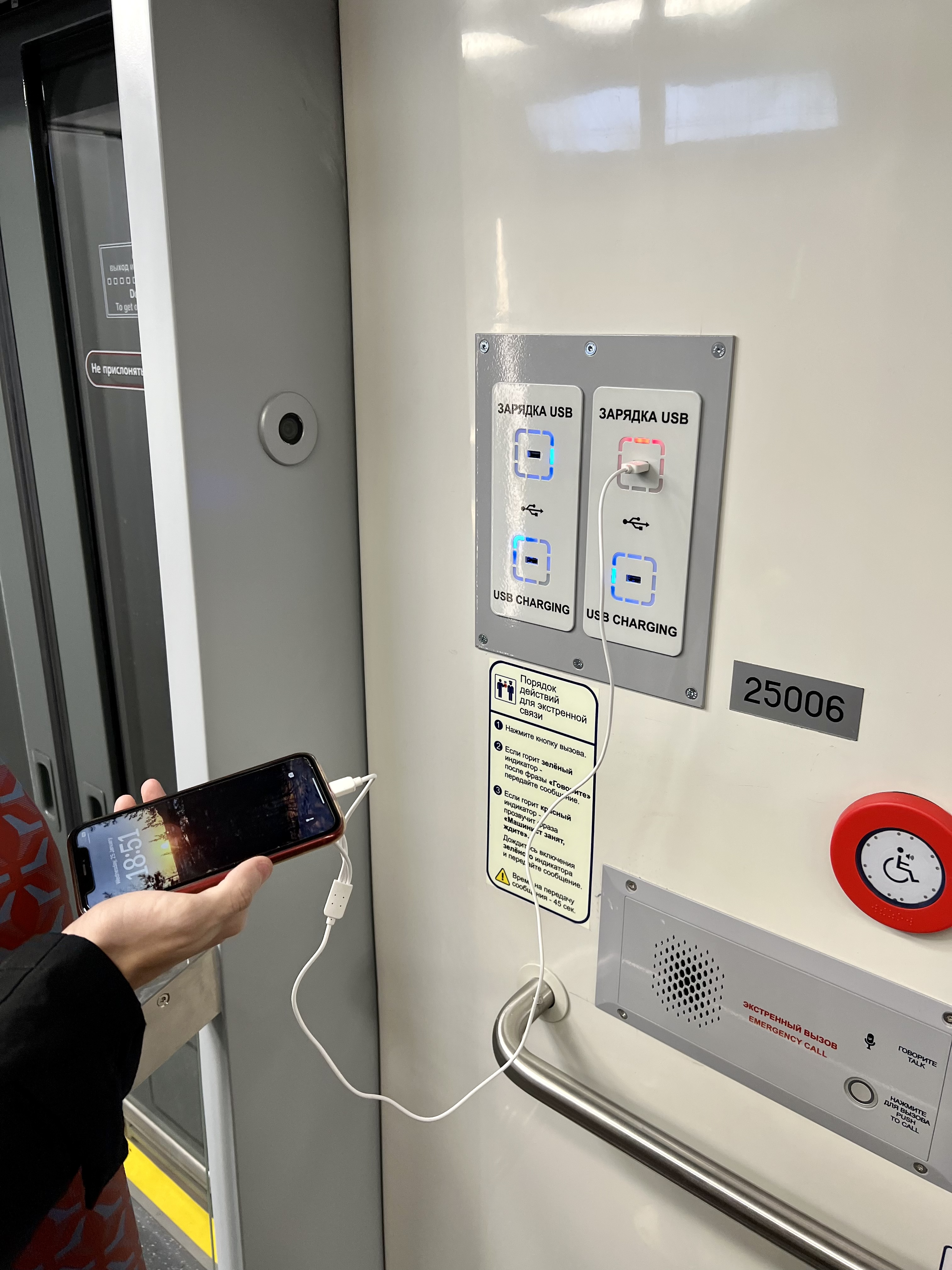
USB-разъёмы в салоне головного вагона

Кабина машиниста имеет новый пульт управления, увеличенное остекление и терминал в виде цветного сенсорного дисплея, разработанный при непосредственном участии Службы подвижного состава.

## Испытания и эксплуатация
В начале сентября 2022 года стало известно, что в течение 2 месяцев опытный образец поезда будет проходить испытания на площадках Петербургского метрополитена. В ночь с 5 на 6 сентября в ТЧ-1 «Автово» прибыл первый восьмивагонный состав, 3 октября — второй, а 13 марта 2023 года — шестой.
Ночью 26 сентября 2022 года на Кировско-Выборгской линии началась обкатка первого опытного состава, 11 октября — испытания второго состава. В ходе них было проверено более 300 параметров. Испытания завершились 7 ноября.
12 ноября 2022 года состоялся первый запуск первого поезда с пассажирами на Кировско-Выборгскую линию. 28 ноября на неё был запущен второй состав, ранее проходивший испытания.
Регулярно составы стали выходить на линию с 9 марта 2023 года.

По состоянию на 28 марта 2025 года в метро Санкт-Петербурга эксплуатировалось 30 поездов модели 81-725.1/726.1/727.1 «Балтиец».

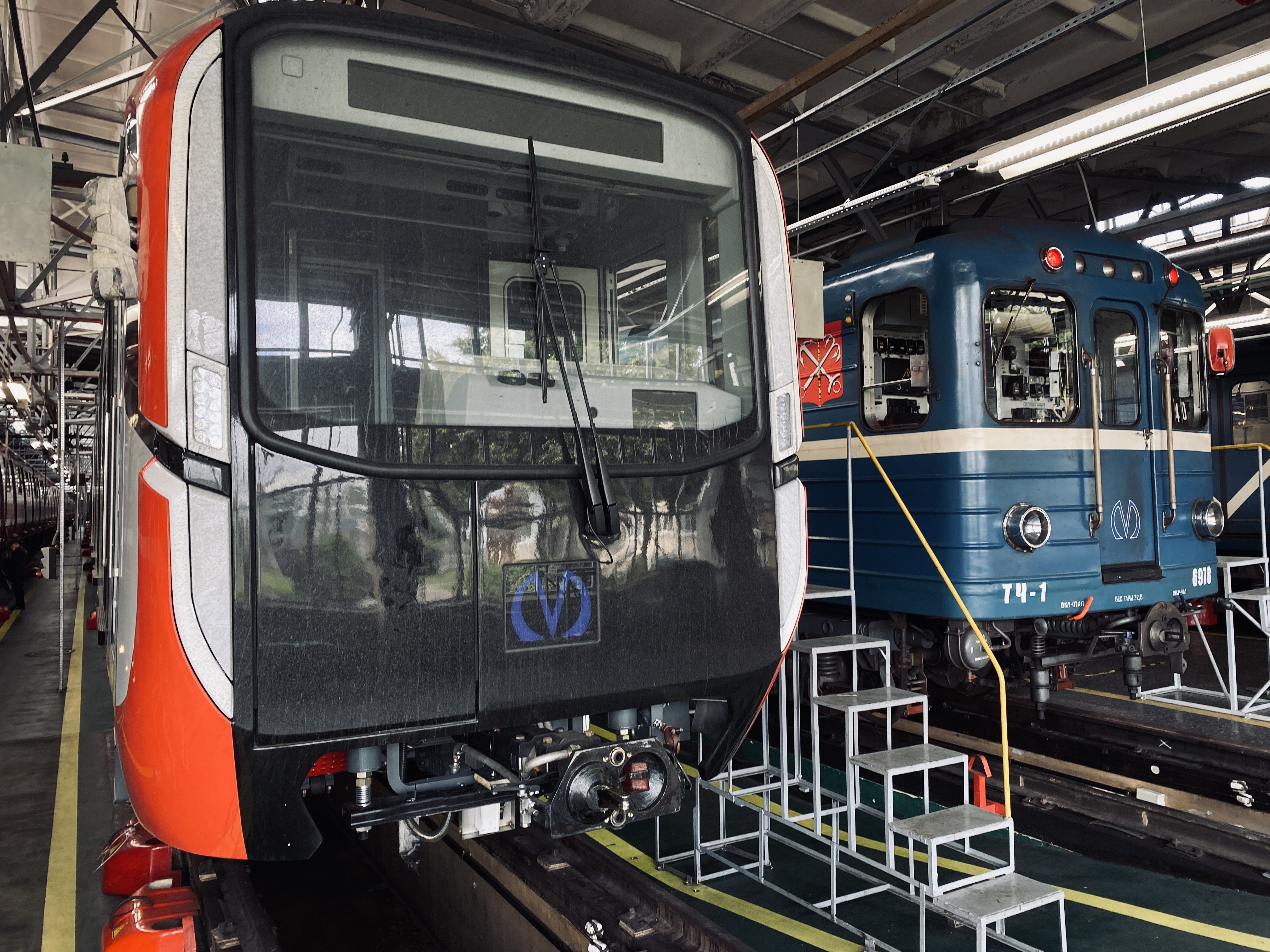
Смена поколений в депо ТЧ-1 «Автово»
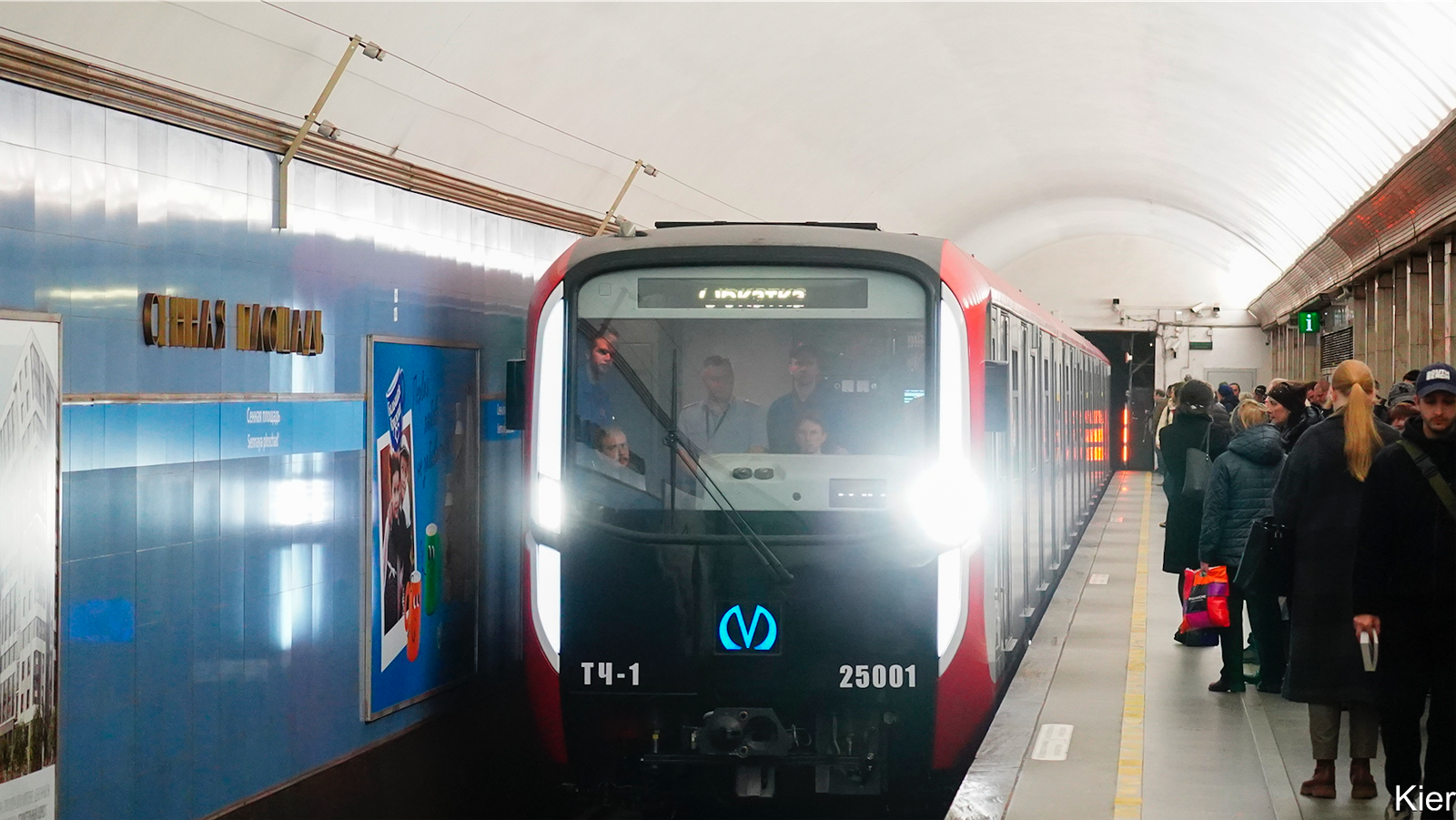
Состав на станции «Сенная площадь», вид с головы (обкатка 18.10.2022)
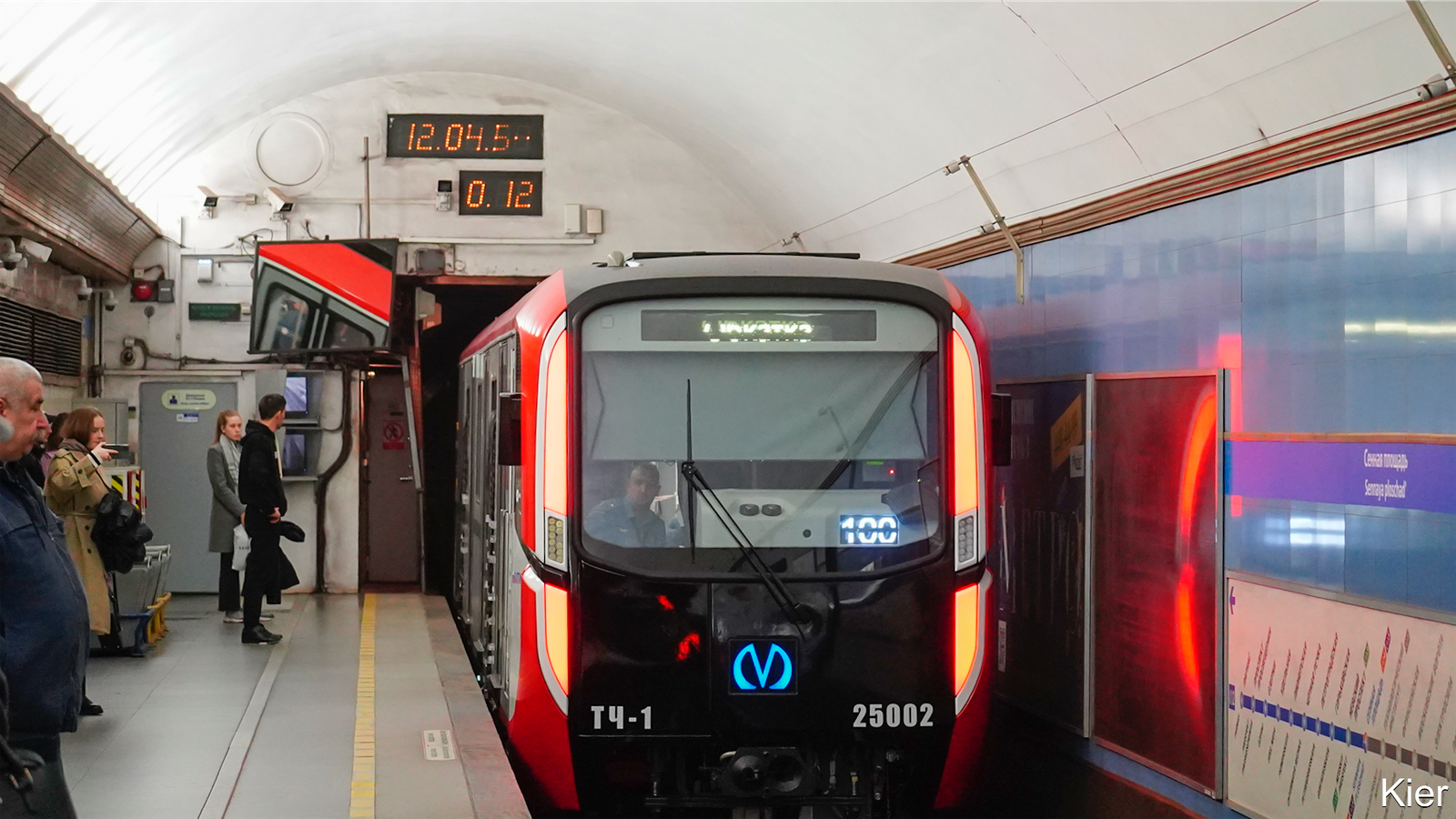
Состав на станции «Сенная площадь», вид с хвоста (обкатка 18.10.2022)

## Критика
- Отсутствие USB-разъёмов. Как сообщало информационное агентство DixiNews, пассажиры не оценили отсутствие обещанных ранее USB-разъёмов (впоследствии их, после волны критики пассажиров при сравнении с поездами Московского метрополитена «Москва-2020» и «Москва-2024»[60], хотя последние были выпущены позже[146], добавили[137]).

- Отсутствие кондиционеров. Критиковалось, в частности, объяснение начальника электродепо «Автово» Романа Екимова о нерациональности установки кондиционеров и присутствия в вагонах вместо них принудительной вентиляции, не справляющейся со своей задачей[1] ввиду того, что в Петербурге «богатый кислородом воздух» — ему напомнили о разнице между насыщением кислородом и обеспечением нормальной температуры в вагонах электропоезда[134].

- Отсутствие межвагонных проходов. На стадии производства первого опытного состава было раскритиковано отсутствие сквозного (свободного, межвагонного) прохода[29][40]. Хотя одним из аргументов отказа от сквозных проходов в поездах «Балтиец» являлась несовместимость габаритов с автоматическими платформенными раздвижными дверьми на станциях закрытого типа, техническое задание допускало корректировку габаритов под станционные двери и/или ворота[147], что, в частности, было сделано с поездами 81-765.7/766.7 «Минск-2024» для Зеленолужской линии Минского метрополитена[148][149][150][151][152]. Также одним из аргументов отказа от сквозных проходов являлось большое количество кривых (поворотов пути), в частности в электродепо[153], однако в планирующих их приобретение Нижегородском и Новосибирском кривые представлены в иной степени[154][155][156].

- Тусклое освещение и низкие перегородки. Однако у освещения допускается регулировка[44].

- Завышенная стоимость поездов. При отсутствии в поездах «Балтиец» кондиционеров и сквозного прохода, в связи с покупкой по лизинговой схеме (полный контракт по поставке 950 вагонов заключён на 242,6 млрд руб.)[157] они дороже, чем имеющие их эксплуатирующиеся в Московском метрополитене поезда «Ока» (есть его разновидности как без сквозного прохода, так и с ним), «Москва», «Москва-2019» (также поставлявшиеся и поставляемые в другие метрополитены России (с будущим исключением в виде Нижегородского[39]) и большинство городов постсоветского пространства, кроме Алма-Аты (поезд «Hyundai Rotem») — Казань, Баку, Ташкент и Минск[158]) и «Москва-2020»[159][160][161], с которыми поезда «Балтиец» схожи оборудованием и эргономикой управления[162]; в то же время один из аргументов отказа от кондиционеров в поездах «Балтиец» — повышенные траты вследствие установки и обслуживания дополнительного оборудования[163].

- Производство поездов за пределами Санкт-Петербурга. Выпуск электропоездов, начиная с 6-го состава, сопровождался дезинформацией: по утверждению губернатора Александра Беглова, изготовление велось на ОЭВРЗ[164] (то же утверждает и вице-губернатор Кирилл Поляков[165]), тогда как на нём осуществлялась досборка с изначальным изготовлением кузовов на мытищинском заводе «Метровагонмаш»[13].

## В культуре
Изображение поезда, прибывающего на станцию «Балтийская» Кировско-Выборгской линии, присутствует на электронной транспортной карте «Подорожник», выпущенной ограниченным тиражом в 5 тыс. штук специально в день запуска 12 ноября.
Изображение поезда, а также его описание присутствуют на памятных жетоне и блистере с жетоном, выпущенных к 68-летию со дня открытия первой очереди Петербургского метрополитена 15 ноября 2023 года.

## Награды и премии
17 ноября 2022 года поезд «Балтиец» стал лауреатом Национальной премии за достижения в области транспорта и транспортной инфраструктуры «Формула движения».

### Комментарии
1. ↑  Общий случай; заводское обозначение остальных моделей — 81-725.1/726.1/727.1 для Кировско-Выборгской, 81-725.2/726.2/727.2 для Фрунзенско-Приморской и Московско-Петроградской линий с отдельным названием «Балтиец .2» — в соответствии с заводским индексом и 81-725.3/726.3/727.3 для Новосибирского метрополитена
2. ↑  Исключением, согласно Инструкции по сигнализации (ИСИ), является подвижной состав с неисправными/необорудованными/отключёнными устройствами АЛС-АРС, которому, в связи с тем, что стандартно применяющийся на линии синий сигнал на светофорах полуавтоматического действия (располагающийся близ путевого развития) является для него запрещающим, требуется включение светофоров автоблокировки[21].
3. ↑  Установлены, в частности, в поездах модели «Юбилейный»
4. ↑  Существует эксплуатирующаяся на Московско-Петроградской линии модель 81-540.1/541.1 (неофициальное название — «Боинг»[92]), однако она не является оригиналом, поскольку переделана из модели 81-550/551/552[93]
5. ↑  Во время разработки поезда «НеВа» считалось, что эксплуатация с прислонно-сдвижными дверьми на одной из двух линий со станциями закрытого типа будет проблематичной, в связи с чем, вопреки изначальным планам по прислонно-сдвижным дверям, их сделали стандартного карманного типа[100].
6. ↑  В 1965 году Мытищинский машиностроительный завод выпустил первый в СССР опытный (не для пассажирского движения) вагон с асинхронным тяговым приводом (его установка и обкатка вагона с ним — в 1983). Это был вагон типа «Е» № 3222[121]
7. ↑  Присутствует как на линии эксплуатации — Кировско-Выборгской, так и на линиях планируемых поставок — Московско-Петроградской и Фрунзенско-Приморской «по умолчанию». Они оборудованы: комплексной системой автоматического управления поездов (КСАУП), поездной автоматической комплексной системой «Движение» (ПА-КСД) и следующей версии ПА-КСД, установленной на Московско-Петроградской линии — поездной аппаратуры модернизированной (ПА-М)[125].